# Valea Danului (gmina)
Valea Danului – gmina w Rumunii, w okręgu Ardżesz. Obejmuje miejscowości Bănicești, Bolculești, Borobănești, Valea Danului i Vernești. W 2011 roku liczyła 2802 mieszkańców.